# Berlin-Marzahn

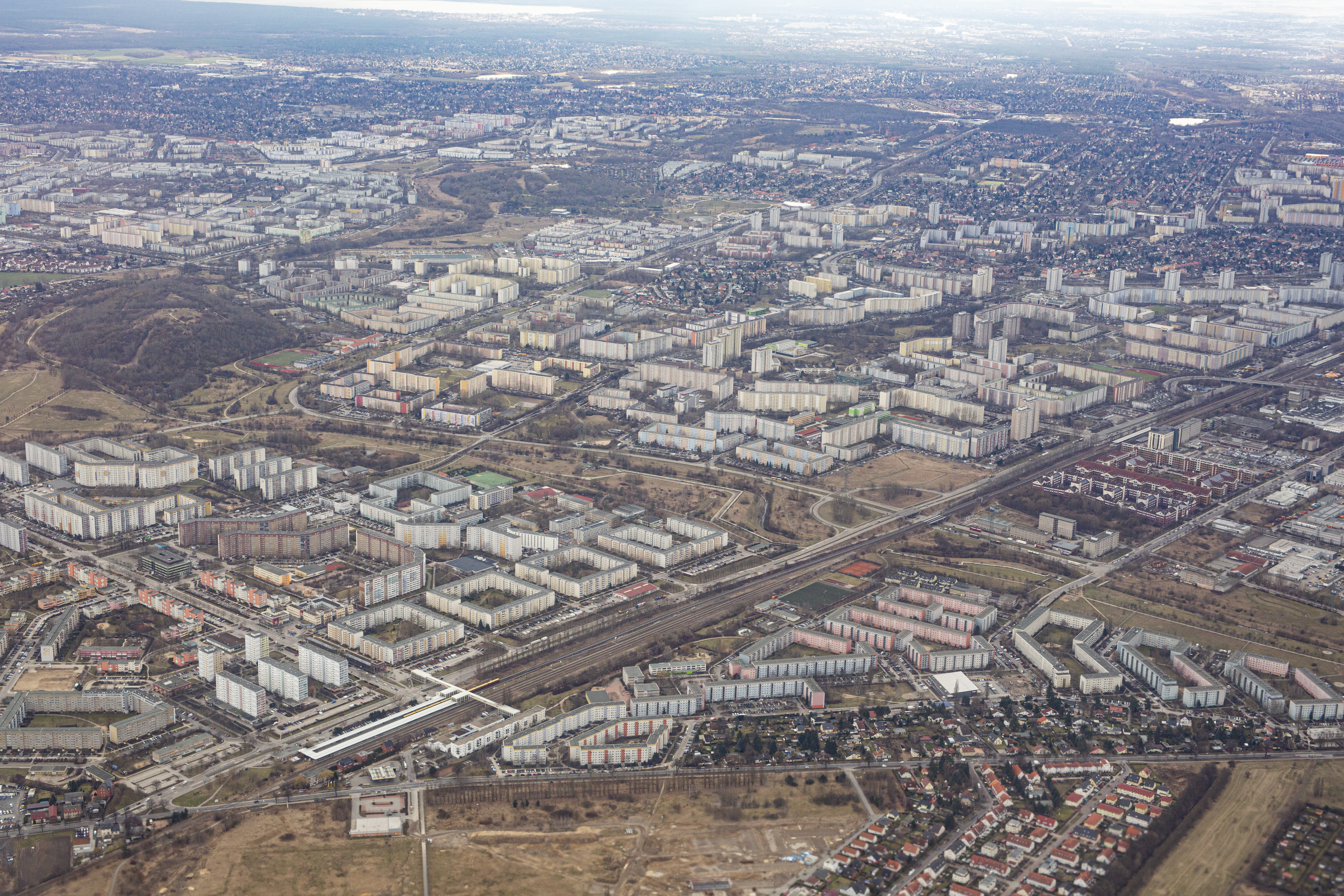
Blick auf Marzahn

Marzahn [maʁˈtsaːn] ist ein Ortsteil im Berliner Bezirk Marzahn-Hellersdorf. Der Begriff Marzahn bezeichnet zugleich den ehemaligen Berliner Stadtbezirk Marzahn und die größte Großsiedlung auf dem seinerzeitigen Gebiet der DDR.
Der Ortsteil Marzahn geht auf ein mittelalterliches Angerdorf zurück, das, seinen dörflichen Charakter bewahrend, noch heute erhalten ist. Der Dorfkern steht seit 1977 unter Denkmalschutz. In seiner Umgebung entwickelten sich um 1900 einige Kleinsiedlungsbereiche. Zwischen der zweiten Hälfte der 1970er Jahre und dem Ende der 1980er Jahre entstand rund um das alte Dorf die als üppig durchgrünte Stadtlandschaft konzipierte und realisierte Großwohnsiedlung Marzahn. Die Siedlung wurde überwiegend in Plattenbauweise errichtet.
Seit der Bildung von Groß-Berlin im Jahr 1920 gehört der Ortsteil Marzahn zu Berlin, bis 1979 innerhalb des Stadtbezirks Lichtenberg. Im Zusammenhang mit dem Bau des Neubaugebietes wurde Marzahn 1979 aus dem Stadtbezirk Lichtenberg ausgegliedert und zum Namensgeber des neuen Stadtbezirks Marzahn. Er umfasste bei seiner Gründung neben dem Ortsteil Marzahn auch die Ortsteile Biesdorf, Hellersdorf, Kaulsdorf und Mahlsdorf und entsprach so dem heutigen Bezirk Marzahn-Hellersdorf. 1986 wurde aus den Ortsteilen Mahlsdorf, Kaulsdorf und Hellersdorf der Bezirk Hellersdorf gebildet. Bei der Verwaltungsreform 2001 fusionierten die beiden Bezirke wieder zum heutigen Bezirk Marzahn-Hellersdorf.
Zum Norden des heutigen Ortsteils Marzahn gehören Gebiete, die 1920 bei der Bildung von Groß-Berlin noch nicht zum Ortsteil gerechnet wurden: Teilgebiete des damaligen Bezirks Weißensee und Gebiete des brandenburgischen Dorfes Ahrensfelde.

## Etymologie
Der Name Marzahn stammt vom slawischen marcana (polabisch ‚Sumpf‘), also „Siedlung bei einem Sumpfgebiet“. Die Wuhle verursachte oft Überschwemmungen, wodurch Sümpfe entstanden.

## Gliederung
Marzahn ist in die drei Regionen Marzahn-Nord mit 22.341 Einwohnern (2007), Marzahn-Mitte mit 43.971 Einwohnern (2007) und Marzahn-Süd unterteilt.

## Geschichte

### Das Dorf

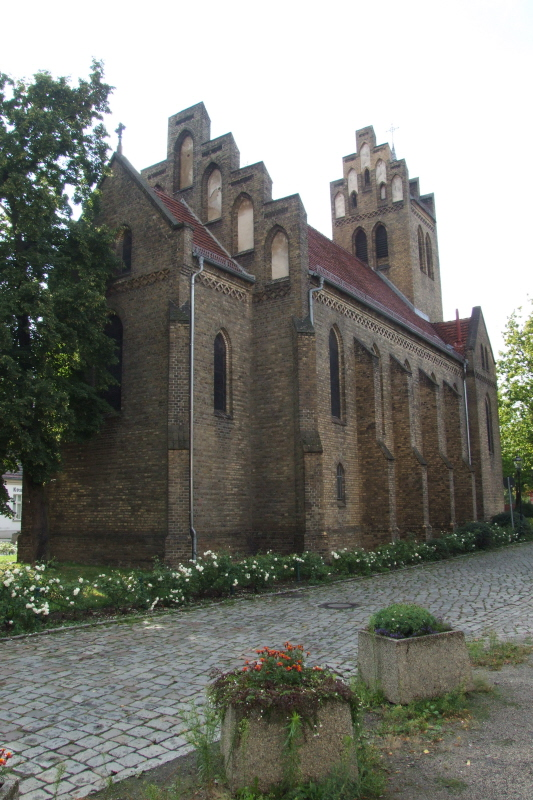
Marzahner Dorfkirche

Das Dorf Marzahn wurde, wie alle Dörfer im Berliner Umfeld des Barnim, um 1230 gegründet. In der zweiten Hälfte des 13. Jahrhunderts erhielt Marzahn eine steinerne Dorfkirche. 1300 wurde es unter der Bezeichnung Morczane (oder Murtzan) durch den Markgrafen Albrecht III. erstmals urkundlich erwähnt. Mit der Urkunde wurde den Nonnen des Klosters Friedland Landbesitz in Marzahn bestätigt. Das Landbuch Karls IV. von 1375 weist für Marzahn 52 Hufen aus, davon vier Pfarrhufen, eine Kirchhufe und drei Hufen für das Kloster Friedland. Der Rest gehörte einem Ritter Johann von Wulkow und seit Anfang des 15. bis Ende des 16. Jahrhunderts einer Familie von Lindenberg.
Im Jahr 1539 wurde Marzahn im Rahmen der Reformation in der Mark Brandenburg zunächst Tochterkirche von Biesdorf, dann von etwa 1600 bis 1945 von Friedrichsfelde. Nach dem Dreißigjährigen Krieg war Marzahn 1652 in einem schlechten Zustand: Es gab keine Bauern mehr und nur die fünf Kossäten überstanden den Krieg.
Nachdem 1590 der Besitz des Dorfes geteilt worden war, erwarb im Jahr 1609 Albrecht von Pfuel das Dorf, das dann später (1657 und 1681) in zwei Schritten in den Besitz des Großen Kurfürsten überging und dem kurfürstlichen Amt Köpenick unterstellt wurde. Bis 1872 verblieb Marzahn im Besitz des brandenburgischen Kurfürsten beziehungsweise preußischen Königs.

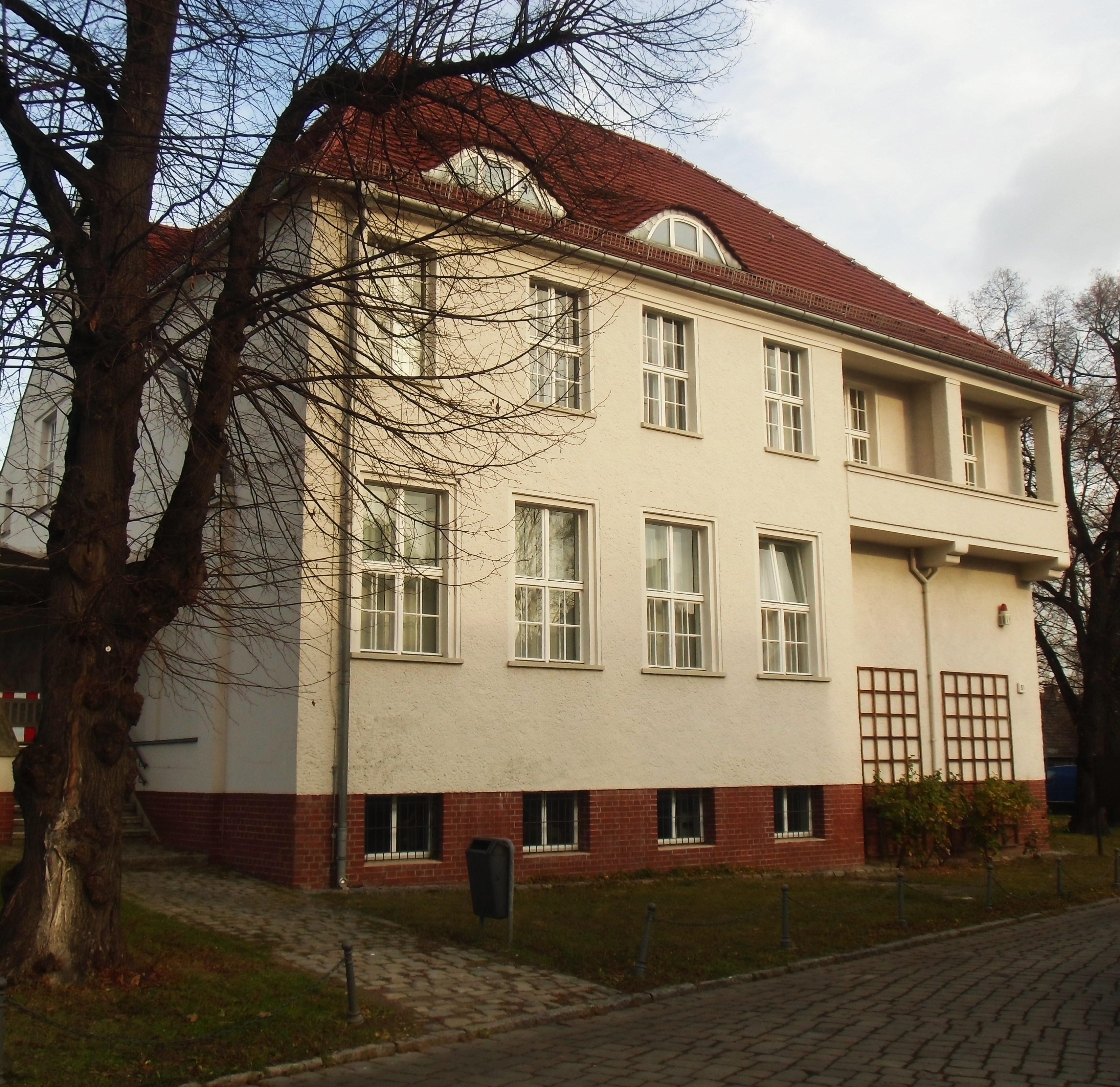
Ehemalige Dorfschule, heute Bezirksmuseum Marzahn-Hellersdorf

Nachdem 1764 das Marzahner Amtsvorwerk unter 19 Siedlerfamilien aus der Kurpfalz aufgeteilt wurde, bildeten die Pfälzer für mehrere Jahrzehnte eine eigene Dorf-, Kirchen- und Schulgemeinde. Sie besiedelten nach und nach vor allem drei größere Flächen um den alten Dorfanger bzw. entlang der Handelsstraßen. Sie brachten aus ihrer ehemaligen Heimat zahlreiche Nutzpflanzen mit. Das in den Kolonien angelegte neue Wegesystem wurde zuerst durchnummeriert, aber in den 1930er Jahren erhielten die Wege oder Straßen Namen nach den ersten Kolonisten, nach Orten aus ihrer früheren Heimat und vor allem nach Obst- und Gemüsepflanzen. Einige dieser Straßen sind bei der massiven Bebauung von Marzahn ab den späten 1970er Jahren verändert worden, die meisten sind jedoch noch erhalten.
Erstmals fand 1874 in Marzahn, das zum neu gebildeten Amtsbezirk Hohenschönhausen im Kreis Niederbarnim gehörte, eine Gemeindevertreterwahl statt. 1875 begann in Marzahn das Anlegen von Rieselfeldern, erst 1898/1899 erhielt der Ort einen einfachen Bahnhof. Er lag an der Wriezener Bahn und erhielt erst 1914 ein Überholgleis.
Ab 1904 wurde Marzahn an das Gas- und Wassernetz angeschlossen, der Anschluss an das Stromnetz musste jedoch noch bis 1920 warten. 1912 wurde die neue Marzahner Schule fertiggestellt, die seit 1999 das Bezirksmuseum Marzahn-Hellersdorf beherbergt.

### Marzahns Eingemeindung nach Berlin
Marzahn wurde am 1. Oktober 1920 mit zu Groß-Berlin eingemeindet und dem Bezirk Lichtenberg zugeordnet.

#### „Zigeunerlager“ Marzahn

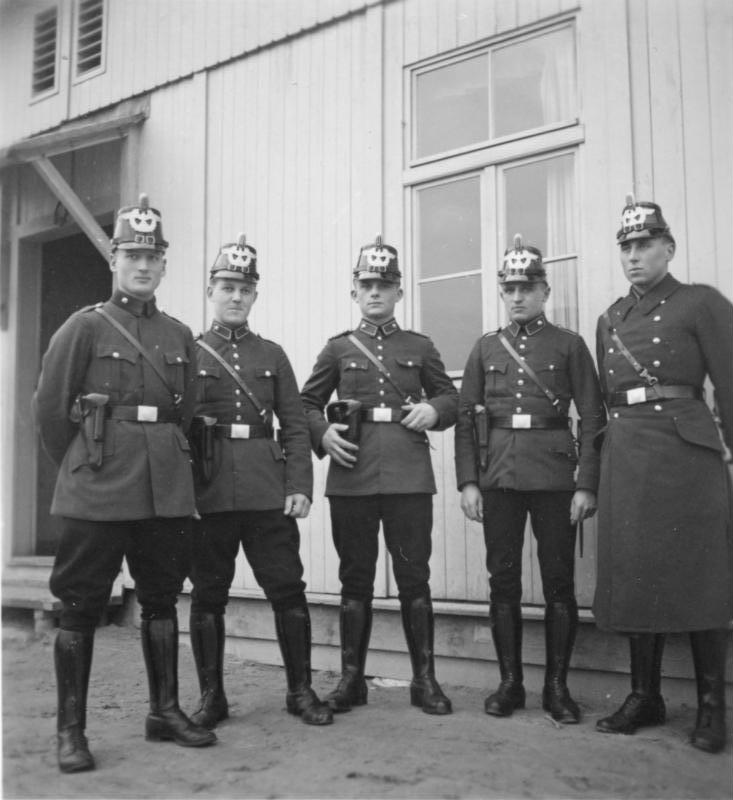
Wachmannschaft des „Zigeunerlagers Berlin-Marzahn“

Im Jahr 1936 wurde ein Arbeitslager für „Zigeuner“ errichtet, Hitlers erstes Lager für „Fremdrassige“. Diese Aktion stand im Zusammenhang mit der Vorbereitung der Olympischen Spiele. Das Lager wurde nördlich des Städtischen Friedhofs Marzahn am Wiesenburger Weg aufgebaut. Am 16. Juli 1936 wurden hier nach einer landesweiten Verhaftungsaktion 600 Personen interniert. In der Folgezeit entwickelte es sich zum größten Zigeunerlager Deutschlands.
Die Häftlinge waren unter völlig unzureichenden Bedingungen in ausrangierten Wohnwagen des Arbeitsdienstes untergebracht. Die hygienischen Zustände im kurzfristig aufgebauten Lager waren katastrophal. Die Insassen wurden von preußischer Schutzpolizei bewacht und in Zusammenarbeit mit dem Reichsgesundheitsamt anthropometrisch erfasst. Ab 1939 wurden sie zur Zwangsarbeit in den Außenlagern des KZ Sachsenhausen oder für Straßenarbeiten in Berlin eingesetzt. Die meisten der schätzungsweise bis zu 2000 Internierten wurden 1943 in die Konzentrationslager Auschwitz oder Bergen-Belsen deportiert, sodass nur wenige überlebten.

#### Weitere Zwangsarbeiter im Einsatz und Hilfsmaßnahmen durch Marzahner Bürger
Von 1940 bis 1942 errichtete das Unternehmen Hasse & Wrede im Marzahner Ortsteil Bürknersfelde einen Werksneubau. Dazu kamen auf diesem Gelände zwei Lager für Zwangsarbeiter. Im Widerstand war hier auch eine kleine, erfolgreiche kommunistische Zelle tätig.
Die örtlichen Bauern beschäftigten ebenfalls zahlreiche ausländische Zwangsarbeiter, um die im Kriegseinsatz befindlichen deutschen Arbeitskräfte zu ersetzen.
Zwischen 1943 und April 1945 versteckten der Spediteur Erich Scheffler und seine Frau Charlotte in ihrem Wohnhaus mehrere jüdische Bürger und retteten ihnen so das Leben.

#### Luftangriffe
Am 30. März 1943 erfolgte ein schwerer Luftangriff. Es wurden mehrere Häuser zerstört, in Marzahn wurden fünf Menschen getötet.

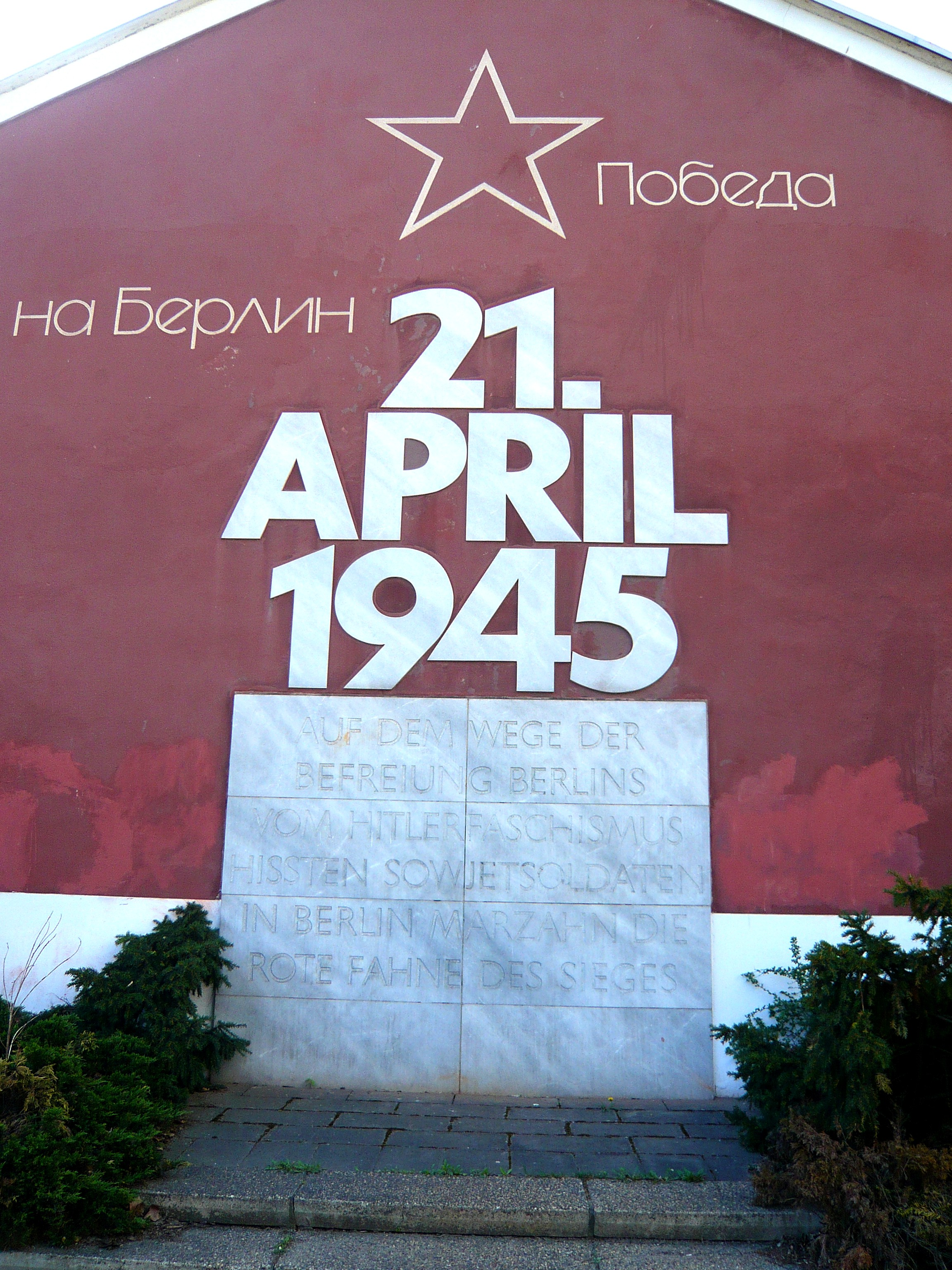
Die Gedenkstätte wurde von Otto Schack gestaltet.

#### Besetzung durch die Rote Armee
Im Kampf um Berlin überschritt die 5. Stoßarmee am 21. April 1945 als erste sowjetische Einheit in Marzahn die Stadtgrenze. Ihrem Befehlshaber, Generaloberst Nikolai Erastowitsch Bersarin, fiel damit nach russischer Militärtradition das Amt des Stadtkommandanten zu. An diesen Tag erinnert ein Giebelbild an der Landsberger Allee.
Der Bauer Erwin Gensler wurde von den sowjetischen Kriegsbevollmächtigten als Bürgermeister eingesetzt.

### Marzahn nach 1945
Seit 1945 gehörte Marzahn zum Sowjetischen Sektor des in vier Sektoren aufgeteilten Berlins und somit nach der Verfestigung des Ost-West-Konflikts bis 1990 zu Ost-Berlin als Hauptstadt der DDR.
Am 30. Oktober 1945 erließ die Sowjetische Militäradministration in Deutschland (SMAD) den Befehl (SMAD-Befehl Nr. 124), die Maschinenbaufirma Hasse & Wrede zu sequestrieren. Bis 1946 wurde der Betrieb vollständig demontiert. Im November 1947 wurde das Unternehmen der Deutschen Treuhandverwaltung unterstellt und produzierte nach Aufräumarbeiten Drehmaschinen. Im Februar 1950 wurde aus Hasse & Wrede der VEB Berliner Drehautomaten (später entstand durch Zusammenlegung mit dem VEB Berliner Werkzeugmaschinenfabrik der VEB Berliner Werkzeugmaschinenfabrik Marzahn [BWF]).
Im Jahr 1953 wurde in Marzahn die erste LPG Berlins mit dem Namen Neue Ordnung gegründet, die sich 1958 mit der Biesdorfer LPG zusammenschloss und 1965 mit der LPG Eiche / Ahrensfelde zur LPG Edwin Hoernle fusionierte.

### Marzahn als Projektgebiet einer Großsiedlung und als Bezirk

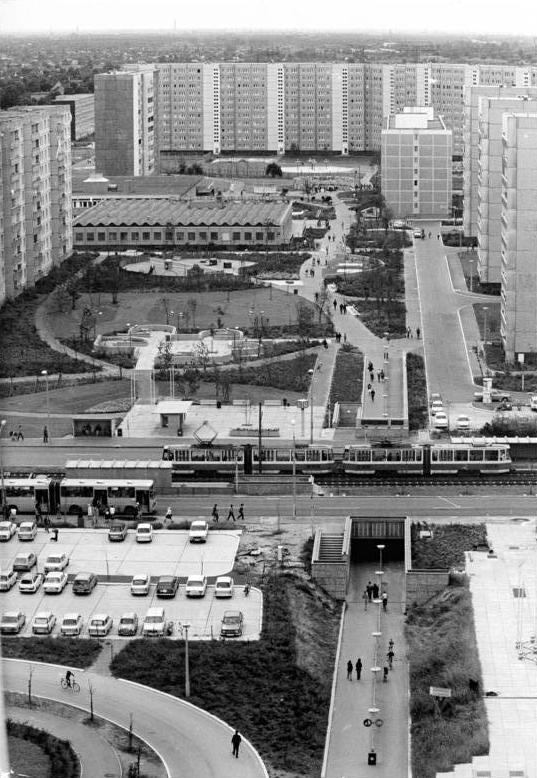
Grünanlage zwischen den Wohnblöcken 1981 (Blick von einem Hochhaus am Springpfuhl Richtung Süden)

Auf dem VIII. Parteitag der SED wurde 1971 beschlossen, die „Wohnungsfrage als soziales Problem bis 1990“ zu lösen. In diesem Zusammenhang legten die Planer das Neubaugebiet Berlin-Marzahn fest und die Verlegung der Fernverkehrsstraße, die den alten Dorfanger nördlich umgeht.
Von 1976 bis 1979 wurden im Rahmen der Erschließungsarbeiten für die Großsiedlung Marzahn im Gebiet des ehemaligen Rohrpfuhls südöstlich des Dorfkerns Marzahn archäologische Grabungen durchgeführt. Die Archäologen stießen dabei auf mehrere slawische und germanische Siedlungsreste.
Im Jahr 1977 begannen die Neutrassierung der Straßen und der Wohnungsbau für die geplante Großsiedlung Marzahn. Die neuen Wohnhäuser entstanden in mehreren Abschnitten von Süden nach Norden. Die Baumaßnahmen dauerten bis Ende der 1980er Jahre. Dominant wurden dabei elfgeschossige Plattenbauten, die jeweils innerhalb von etwa 110 Tagen aus den angelieferten Großplatten montiert wurden. Die ersten 1977 entstandenen Wohngebäude befinden sich im Bereich des Wohngebietes I im Umfeld des Springpfuhls, 4089 Wohnungen waren Ende 1978 nach Entwürfen von Peter Schweizer und Heinz Graffunder fertiggestellt.
Weitere Wohngebiete wie das Wohngebiet Cecilienstraße sowie Marzahn II und Marzahn III folgten noch Anfang der 1980er Jahre.
Am 5. Januar 1979 wurde Marzahn zusammen mit den Ortsteilen Biesdorf, Hellersdorf, Kaulsdorf und Mahlsdorf Teil des neugebildeten Stadtbezirkes Berlin-Marzahn. Zum Bezirk bzw. zum Ortsteil Marzahn kamen dabei auch größere Gebiete der Ortsteile Falkenberg und Friedrichsfelde. Ein Konflikt mit den westlichen Besatzungsmächten wegen dieser Neugliederung entstand dabei nicht: Die Frankfurter Allgemeine Zeitung berichtete am 6. April 1979 nach einer Anfrage bei der US-Botschaft in Bonn, dass die drei Westmächte der Ansicht seien, die Bildung eines neunten Stadtbezirks in Ost-Berlin würde die Verantwortung der vier Mächte für ganz Berlin nicht beeinträchtigen und eine rein verwaltungstechnische Maßnahme darstellen. Anders wäre dies, wenn der neue Stadtbezirk über die bisherigen Grenzen von Berlin hinausreichen würde.
Für den neuen Stadtbezirk wurde der Öffentlichkeit am 1. Mai 1980 ein eigenes Wappen vorgestellt, das der Berliner Grafiker Dietrich Dorfstecher geschaffen hatte:
Im Zentrum des grün-roten Wappenschildes steht ein silberfarbenes „M“ für Marzahn. Oben symbolisieren fünf Ähren die Landwirtschaft sowie die zugehörigen Ortsteile Marzahn, Biesdorf, Kaulsdorf, Mahlsdorf und Hellersdorf (das wurde erst danach ein eigener Stadtbezirk). Unten ist ein silberfarbenes Zahnrad für die industrielle Entwicklung Marzahns abgebildet.

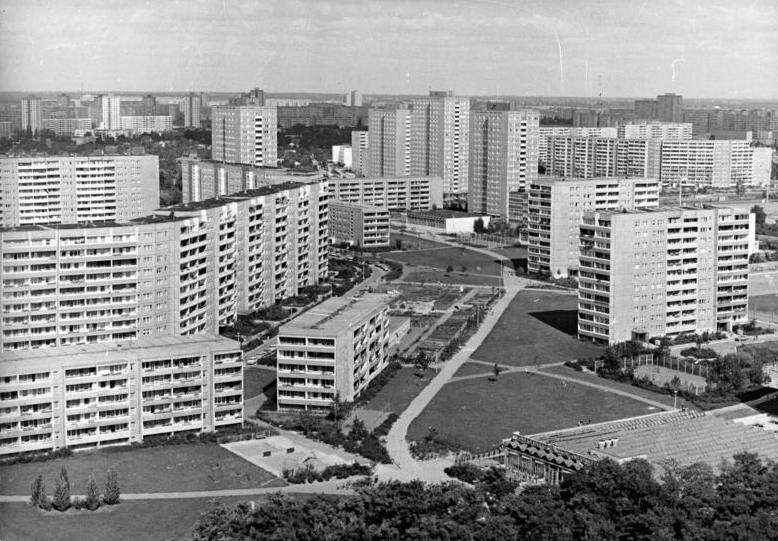
Neubaugebiet in Marzahn 1987 (Blick von einem Hochhaus am Springpfuhl Richtung Nordosten)

Am 31. März 1982 beschloss der Ost-Berliner Magistrat die Rekonstruktion des seit 1977 unter Denkmalschutz stehenden märkischen Angerdorfs Marzahn als ein Denkmal des Städtebaus und der Architektur. Die Maßnahme schloss auch nostalgische Ergänzungen des Ensembles mit ein und dauerte bis 1991.
Weil inzwischen das frühere Gut Hellersdorf rechtsseitig der Wuhle zu einer weiteren Großwohnsiedlung gewachsen war, wurde am 1. Juni 1986 Hellersdorf aus dem Bezirk Marzahn ausgegliedert. Der neue, nunmehr zehnte Ost-Berliner Bezirk umfasste die Ortsteile Hellersdorf, Kaulsdorf und Mahlsdorf.

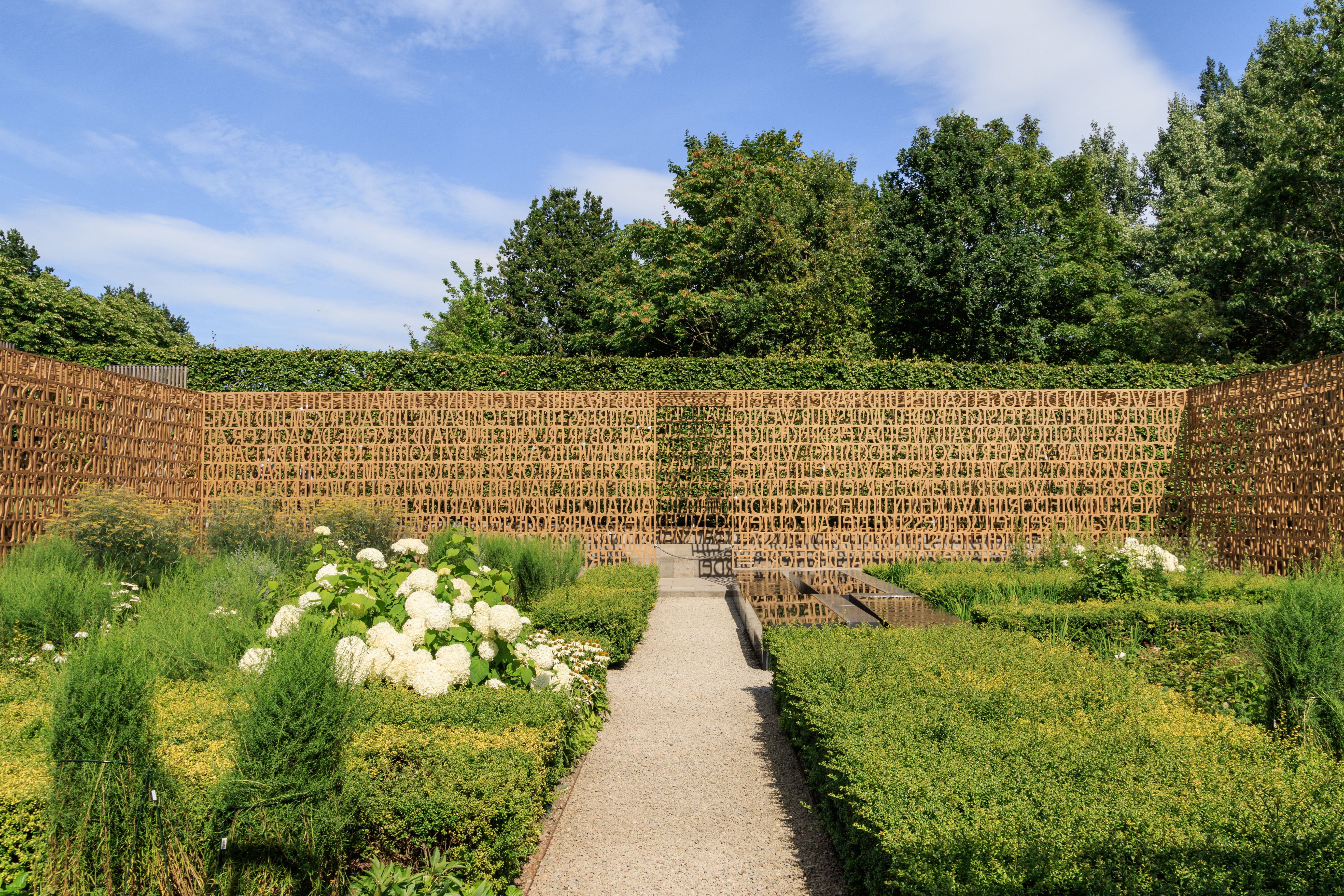
Christlicher Garten in den Gärten der Welt

Am 9. Mai 1987 wurde anlässlich der 750-Jahr-Feier Berlins am Kienberg die Berliner Gartenschau (heute: Gärten der Welt) nach Plänen von Gottfried Funeck eröffnet.

### Marzahn ab 1990
Im Ergebnis der ersten freien Kommunalwahlen in der DDR vom 6. Mai 1990 trat am 1. Juni 1990 der Sozialdemokrat Andreas Röhl sein Amt als Stadtbezirksbürgermeister an.
Die Fertigstellung des Freizeitforums am 30. Juni 1990 setzte den Schlusspunkt für das Projekt Marzahner Promenade, die nach Plänen von Heinz Graffunder, Wolf-Rüdiger Eisentraut und Helmut Stiegl gestaltet wurde. Das Forum umfasste ein Kaufhaus am S-Bahnhof Marzahn, eine Einkaufspromenade sowie Freizeiteinrichtungen (Schwimmhalle, Sauna, Bibliothek und Veranstaltungsräume).
Im Juni 1999 richtete der Senat für das Gebiet Marzahn-Nord-West ein Quartiersmanagement ein. Als eines von inzwischen 17 „Gebieten mit besonderem Entwicklungsbedarf“ in Berlin erhielt das Quartier eine spezielle Förderung.

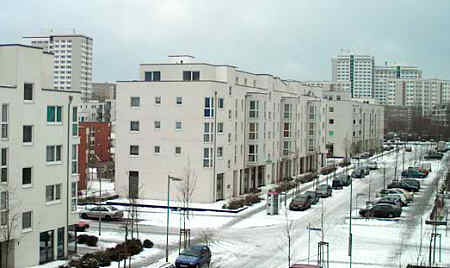
Wohngebiet Landsberger Tor in Berlin-Marzahn

Ab dem Jahr 2000 entstand mit dem Bau des Wohngebietes Landsberger Tor auf dem Gelände der ehemaligen LPG zwischen Landsberger Allee und Eisenacher Straße erstmals seit der Wende ein geschlossenes neues Wohnviertel in Marzahn. Letzte Freiflächengestaltungen wurden im darauffolgenden Jahr vollzogen. An der Marzahner Promenade wurde 2005 das fünftgrößte Einkaufszentrum Berlins fertiggestellt, das Eastgate.
Im Rahmen einer weiteren verwaltungsmäßigen Neuordnung Berlins wurde Marzahn am 1. Januar 2001 ein Teil des neuen Bezirks Marzahn-Hellersdorf. Vorausgegangen war eine Namenssuche, um eine neue Identität zu schaffen und den schwerfälligen Doppelnamen eventuell nicht zu führen.
Das vorherige Wappen wurde nun entsprechend den verbindlichen Festlegungen vom Senat von Berlin modifiziert, benutzt jedoch die vorherige Symbolik:
Das „M“ wurde durch ein silbernes Wellenband ersetzt, als Grundfarbe dominiert nun grün als Symbol der zahlreichen Parks und Naturflächen. Die fünf Ähren und das Zahnrad wurden neu designt, erinnern aber damit weiterhin an die Landwirtschaft und die Industrie im Bezirk (siehe Navileiste).

Ende 2003 bis Mitte 2005 wurde im Rahmen des Stadtumbaus Ost das Rückbauprojekt Ahrensfelder Terrassen in Marzahn-Nord realisiert. Aus elfgeschossigen Plattenbauten wurden Terrassenhäuser unterschiedlicher Höhe mit maximal sechs Geschossen. Damit wurde der Bestand an Wohnungen in den betreffenden Gebäuden von 1670 auf 447 reduziert. Diese neue Attraktion ist inzwischen ein Musterprojekt für verträglichen Stadtumbau geworden und wird gern auch von ausländischen Bauexperten besucht.

## Bevölkerung
| Jahr | Einwohner |
| ---- | --------- |
| 1858 | 0.435     |
| 1871 | 0.522     |
| 1880 | 0.647     |
| 1890 | 0.669     |
| 1900 | 0.672     |
| 1910 | 0.666     |
| 1919 | 0.745     |
| 1925 | 1.218     |
| 1939 | 3.898     |
| 1946 | 3.639     |
| 1950 | 3.563     |
| 1963 | 3.006     |

| Jahr | Einwohner |
| ---- | --------- |
| 1991 | 149.582   |
| 1995 | 141.430   |
| 2000 | 111.762   |
| 2007 | 102.314   |
| 2010 | 102.820   |
| 2015 | 108.136   |
| 2020 | 111.508   |
| 2021 | 113.033   |
| 2022 | 115.687   |
| 2023 | 117.814   |
| 2024 | 119.584   |

Quelle ab 2007: Statistischer Bericht A I 5. Einwohnerregisterstatistik Berlin. Bestand – Grunddaten. 31. Dezember. Amt für Statistik Berlin-Brandenburg (jeweilige Jahre)
Die Einwohnerzahlen von 1925 bis 1963 umfassen auch das Dorf Hellersdorf.
Marzahn hat ähnlich wie andere ehemalige Bezirke Ost-Berlins einen sehr geringen Anteil an Einwohnern mit Migrationshintergrund und Ausländern, insbesondere verglichen mit dem ehemaligen West-Berlin und westdeutschen Städten. Dies liegt vor allem daran, dass es in der damaligen DDR aufgrund der geschlossenen Grenzen und der politischen Lage keine nennenswerte Immigration wie in der Bundesrepublik gab. Zusätzlich haftet besonders Marzahn immer noch ein negatives und fremdenfeindliches Image an. Allerdings gibt es in den letzten Jahren einen vermehrten Zuzug von jungen Leuten, Familien und Migranten, die von dem günstigen Wohnraum, den zahlreichen Grünanlagen und der Sicherheit (Marzahn gehört trotz schlechten Images zu den sichersten Berliner Ortsteilen) angezogen werden.

## Sehenswürdigkeiten

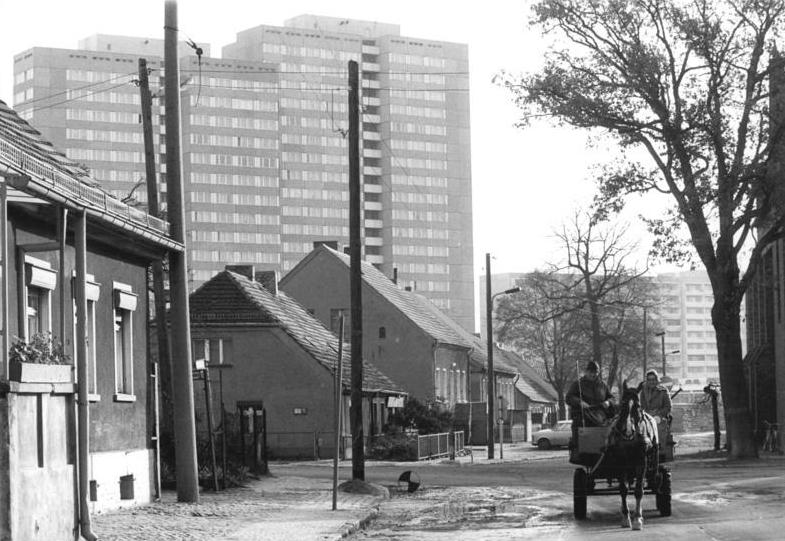
Alt-Marzahn

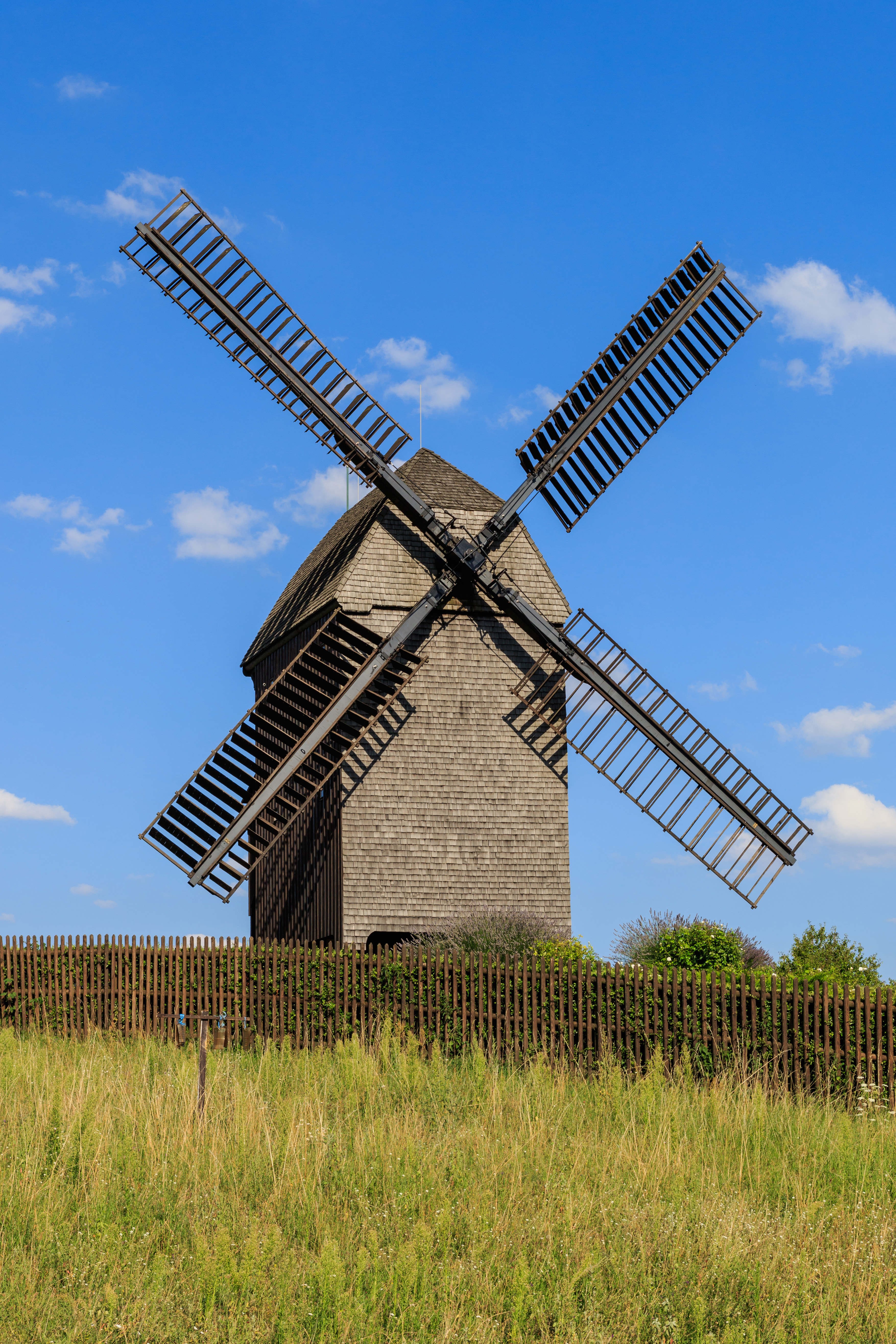
Marzahner Bockwindmühle, Neubau von 1994

- Angerdorf Alt-Marzahn mit der Dorfkirche, dem Bezirksmuseum in der ehemaligen Dorfschule und der 1994 neu errichteten Marzahner Bockwindmühle.
- Die vier Meter hohe Christusfigur von Hans Perathoner aus dem Jahr 1930 in der katholischen Kirche von der Verklärung des Herrn.
- Gärten der Welt mit Gärten verschiedener Länder, Regionen und Kulturen: China, Japan, Bali, Orient, Korea, Italien sowie Themen wie Staudengarten und Klostergarten.[16]
- Seilbahn Gärten der Welt – Berlin
- Wellenpark im Wuhletal: Landschaftsraum um das Flüsschen Wuhle, das entlang der Ortsteilgrenze zwischen Marzahn, Hellersdorf und Ahrensfelde in einem zum Teil renaturierten Naturraum liegt.
- Größte Uhr Europas, integriert in das 1993 errichtete Hochhaus Die Pyramide an der Landsberger Allee (eine Lichtuhr an der Außenfassade).
- Das ORWOhaus, Musikfabrik und Kreativgemeinschaft. In Berlin bekannt als die „lauteste Platte der Stadt“. Ein bisher einmaliges Projekt. Alter Industriebau, entwickelt sich zur Anlaufstelle für Berliner Musiker.
- Alte Börse Marzahn, historisches Bauensemble, Kunst- und Kulturzentrum.
- Eastgate: fünftgrößtes Berliner Einkaufscenter.
- Großsiedlung Marzahn: größte, bekannteste und ambitionierteste Siedlung der ehemaligen DDR, als Dokument des DDR-Städtebaus von kulturhistorischer Bedeutung. In einem der Gebäude ist eine privat betriebene Museumswohnung zu besichtigen.
- Ahrensfelder Terrassen: (siehe oben)
- Der Eichepark und der Kletterfelsen Ahrensfelde gehören zu einem großen Naturschutzgebiet an der Grenze zu Brandenburg.[17]

## Verkehr

### Individualverkehr
Marzahn wird von mehreren Hauptstraßen durchquert, von denen die Landsberger Allee im Verlauf die älteste ist. In Nord-Süd-Richtung sind die Rhinstraße, die Märkische Allee und der Blumberger Damm zu nennen. Die Rhinstraße führt von Alt-Hohenschönhausen nach Friedrichsfelde und bildet in ihrem Mittelabschnitt die Grenze zwischen Marzahn und Lichtenberg. Die Märkische Allee führt von der Straße Alt-Friedrichsfelde parallel zum Berliner Außenring und der Wriezener Bahn nach Ahrensfelde und tangiert das Neubaugebiet Marzahn westlich. Sie ist seit 1990 Bestandteil der Bundesstraße 158. Der Blumberger Damm führt von Alt-Biesdorf östlich zum Neubaugebiet bis zur Wuhletalstraße, die weiter in Richtung Osten führt. Ursprünglich sollte diese weiter zur Falkenberger Chaussee durchgebunden werden. In Ost-West-Richtung bestehen mehrere kürzere Hauptstraßen, bedingt durch die bevorzugte Ausdehnung des Ortsteils in Nord-Süd-Richtung. Die meisten Straßenzüge verlaufen zwischen Märkischer Allee und Blumberger Damm. Als weitere Verbindung ist der Straßenzug Raoul-Wallenberg-Straße/Allee der Kosmonauten zu nennen, der von der Märkischen Allee aus zunächst nach Osten zur Landsberger Allee, dann östlich am Marzahner Dorfkern vorbei und weiter in mehrfach gewundenem Verlauf Richtung Südwesten führt. Die Straße endet hinter der Kreuzung Rhinstraße in Lichtenberg als Sackgasse.

### Öffentlicher Personennahverkehr

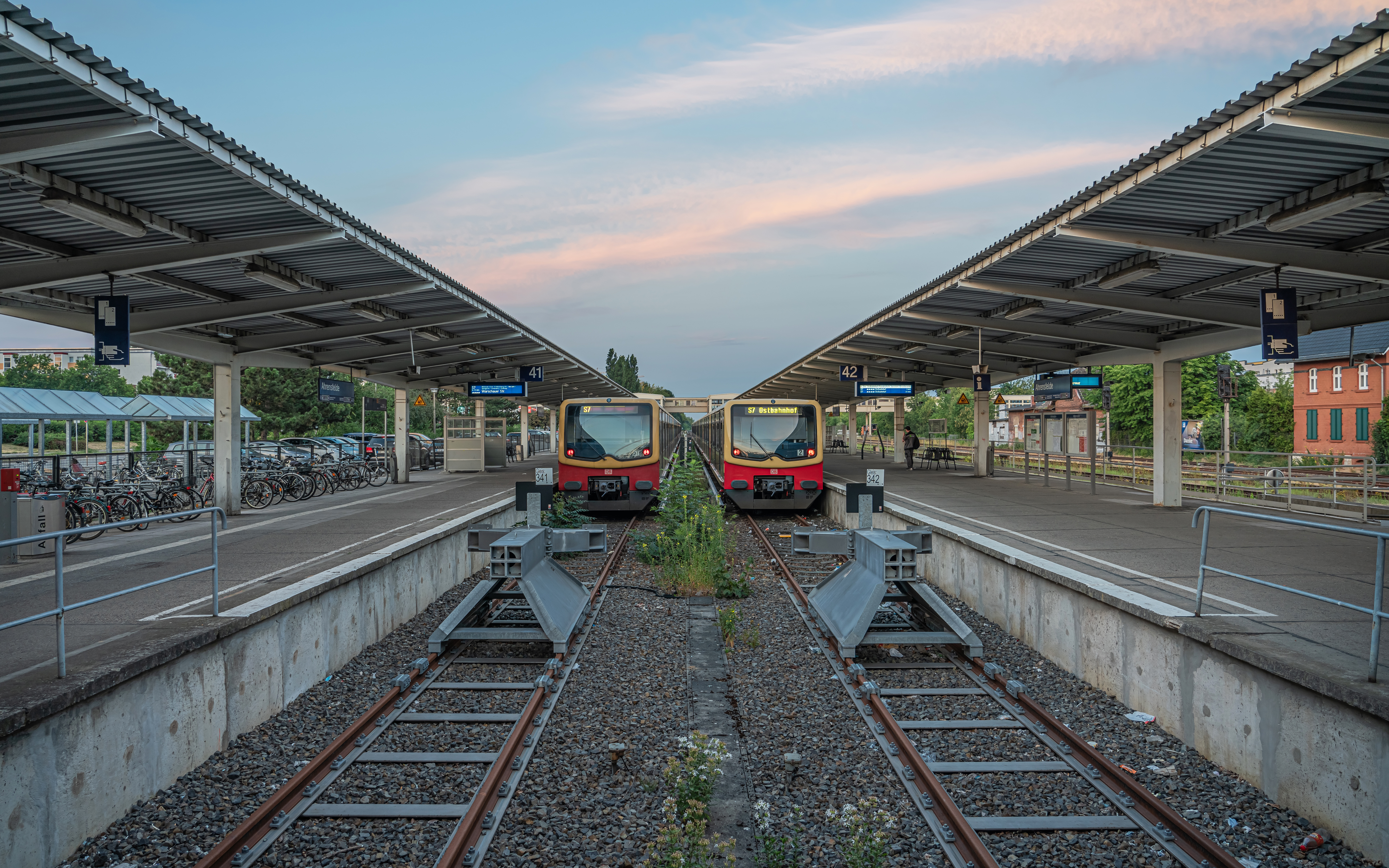
Bahnhof Ahrensfelde

Der Ortsteil wird durch mehrere Linien des öffentlichen Nahverkehrs erschlossen. Die älteste Anbindung stellt die 1898 eröffnete Wriezener Bahn dar. Während die Bahnhöfe Marzahn und Ahrensfelde mit der Bahn in Betrieb gingen, folgten die weiteren Bahnhöfe mit der Eröffnung der S-Bahn nach Ahrensfelde in den Jahren 1976 bis 1982. Im äußersten Südwesten besteht mit dem S-Bahnhof Friedrichsfelde Ost ein weiterer S-Bahnhof. Im Wesentlichen bedient die Linie S7 den Ortsteil, hinzu kommen die Linien S5 und S75 mit Halt im Ortsteil. Der einzige Regionalbahnhalt besteht in Ahrensfelde zur Regionalbahnlinie RB25.
Als über längere Zeit einzige Busverbindung bestand die vom Bahnhof Lichtenberg über die Marzahner Chaussee kommende Linie A37. Nach dem Zweiten Weltkrieg erhielt die Linie die eine veränderte Führung über Biesdorf, während die Marzahner Chaussee von der Linie A43 (U-Bahnhof Friedrichsfelde – Bürknersfelde) bedient wurde. 1956 wurde die Linie auf Obusbetrieb umgestellt und nach Bürknersfelde an der Grenze zu Hohenschönhausen verlängert. Ab 1960 fuhr die Linie weiter zur Kreuzung Leninallee Ecke Dimitroffstraße. 1973 wurde sie als letzte Berliner Obuslinie stillgelegt und fortan wieder mit Bussen bedient.
Im Zuge der Beschaffung von Tatra-Straßenbahnen (Tatraprogramm) wurden mit der Errichtung der Neubaugebiete in Marzahn Straßenbahnstrecken zur Erschließung des Ortsteils errichtet. Vorgesehen waren zwei Strecken. Die südliche sollte über die Allee der Kosmonauten und S-Bahnhof Springpfuhl führen, die nördliche über die Leninallee (heute: Landsberger Allee) und den S-Bahnhof Marzahn. An der Marzahner Promenade sollten sich beide Strecken vereinen und weiter nach Ahrensfelde führen. Die Trassierung wurde in diesem Abschnitt während der Arbeiten geändert und ein Abzweig über die Leninallee zum neuerrichteten Betriebshof Marzahn mit eingeplant. 1979 ging der erste Abschnitt in Betrieb, weitere folgten in den Jahren 1980, 1982 und 1986. 1991 fand das Programm mit der Verlängerung vom Betriebshof Marzahn nach Hellersdorf seinen Abschluss. Die Strecken werden von den Linien M6, M8, 16 und 18 bedient, die eine direkte Verbindung von Hellersdorf beziehungsweise Ahrensfelde in Richtung Alexanderplatz herstellen. Die Straßenbahn wird durch mehrere Buslinien im Ortsteil ergänzt, die vor allem als Zubringer fungieren aber auch Verbindungen in die benachbarten Ortsteile herstellen.

## Kultur und Sport
- 1953 setzte der Komponist Leo Spies mit dem Lied Neue Ordnung (Text: Arnold Bormann) der neuen LPG ein Denkmal.
- Zahlreiche Sportvereine sind in Marzahn ansässig, wobei als größter der BSC Marzahn zu nennen ist.

## Persönlichkeiten

### Söhne und Töchter des Ortsteils
- Claudia Pechstein (* 1972), Eisschnellläuferin
- Fargo (* 1988), Rapper
- Elen (* 1989), Sängerin

### Mit Marzahn verbundene Persönlichkeiten
- Georg Adam von Pfuhl (1618–1672), kurbrandenburgischer General, Herr auf Marzahn
- Alfred Dellheim (1924–2003), Direktor des VEB Berliner Werkzeugmaschinenfabrik Marzahn
- Wolfgang Vogel (1925–2008), Rechtsanwalt, Kanzlei in Marzahn
- Gisela Birkemeyer (1931–2024), Leichtathletin, lebte in Marzahn
- Eberhard Fromm (* 1938), Philosoph, lebt in Marzahn
- Friedrich Porsdorf (* 1938), Maler und Grafiker, lebt in Marzahn
- Wolfgang Berghofer (* 1943), Politiker (SED), lebt in Marzahn
- Maria Mallé (* 1947), Sängerin, lebt in Marzahn
- Regina Kittler (* 1955), Politikerin (Die Linke), Lehrerin in Marzahn
- Bodo Broschat (* 1959), Medailleur, Werkstatt in Marzahn
- Katja Oskamp (* 1970), Schriftstellerin, Dramaturgin und Fußpflegerin, Autorin von „Marzahn, mon amour: Geschichten einer Fußpflegerin“
- Hagen Stoll (* 1975), Musiker, in Marzahn aufgewachsen
- Gordon Lemm (* 1977), Bezirksbürgermeister von Marzahn-Hellersdorf, in Marzahn aufgewachsen
- Sven Gillert (* 1978), Musiker, in Marzahn aufgewachsen
- Kay Bernstein (1980–2024), Präsident von Hertha BSC, in Marzahn aufgewachsen
- Jan Otto (* 1980), Gewerkschafter, in Marzahn aufgewachsen
- Fränzi Kühne (* 1983), Unternehmerin, in Marzahn aufgewachsen

## Sonstiges
- Die ehemalige Stand-up-Komikerin Ilka Bessin, die als Cindy aus Marzahn den Ortsteil deutschlandweit bekannt machte, stammt nicht aus Marzahn, sondern aus dem brandenburgischen Luckenwalde und lebt in Berlin-Wilmersdorf.